# Biagio d'Antonio

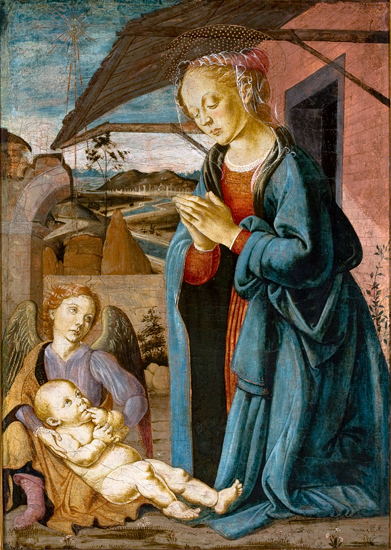
Madona em Adoração do Menino Jesus e um Anjo (c. 1475). Pintura de Biagio d'Antonio (Museu de Arte de São Paulo, São Paulo).

Biagio d'Antonio Tucci da Firenze, mais conhecido como Biagio d'Antonio (1466 — 1515) foi um pintor do renascimento italiano, natural de Florença.
Sua obra se insere em um ambiente dominado pela atividade tardia de Filippo Lippi e pelos ateliês de Andrea del Verrocchio e Ghirlandaio, aos quais propõe uma nova interpretação estética notável.
Trabalhou na decoração da Capela Sistina entre 1481-1482, integrando a equipe de Cosimo Rosselli. Em 1482 foi incumbido - juntamente com Pietro Perugino - da realização de afrescos no Palazzo Vecchio, em Florença, nunca iniciados. Também exerceu seu ofício de modo intermitente em Faenza, entre 1476 e 1504.